# Lista najlepiej sprzedających się singli w Australii
Lista przedstawia najlepiej sprzedające się single w historii w Australii, certyfikowane przez Australian Recording Industry Association. Wszystkie z nich pokryły się co najmniej trzykrotną platyną (210 000 kopii). Od 1989 roku ARIA przyznaje platynowe certyfikaty sprzedaży singlom sprzedanym w Australii w liczbie 70 000 egzemplarzy, ale single wydane wcześniej uzyskiwały certyfikaty przy sprzedaży większej niż obecnie.

## Najlepiej sprzedające się single[2]

### Powyżej 1 050 000
- "Party Rock Anthem" – LMFAO

### Powyżej 980 000
- "Candle in the Wind 1997" / "Something About the Way You Look Tonight" – Elton John

### Powyżej 350 000
- "Stairway to Heaven" – Led Zeppelin
- "What About Me" – Shannon Noll

### Powyżej 280 000
- "Angels Brought Me Here" – Guy Sebastian
- "The Prayer" – Anthony Callea
- "Girlfriend" – Avril Lavigne
- "Lose Yourself" – Eminem
- "Mambo No  5" – Lou Bega
- "Pretty Fly (for a White Guy)" – The Offspring
- "I Will Always Love You" – Whitney Houston

### Powyżej 210 000
- "Born to Try" – Delta Goodrem
- "Dilemma" – Nelly feat. Kelly Rowland
- "Without Me" – Eminem
- "The Ketchup Song (Aserejé)" – Las Ketchup
- "Whenever, Wherever" – Shakira
- "It Wasn’t Me" – Shaggy
- "Angel" – Shaggy
- "Can't Fight the Moonlight" – LeAnn Rimes
- "Can’t Get You Out of My Head" – Kylie Minogue
- "The Loco-Motion" – Kylie Minogue
- "Don't Call Me Baby" – Madison Avenue
- "Believe" – Cher
- "Blue (Da Ba Dee)" – Eiffel 65
- " …Baby One More Time" – Britney Spears
- "Last Kiss" – Pearl Jam
- "Doctor Jones" – Aqua
- "Barbie Girl" – Aqua
- "Killing Me Softly" – Fugees
- "Just Dance" – Lady Gaga feat. Colby O’Donis
- "Macarena" – Los Del Río
- "Poker Face" – Lady Gaga
- "Teenage Dirtbag" – Wheatus
- "Love is All Around" – Wet Wet Wet
- "You Don't Treat Me No Good" – Sonia Dada
- "Sex on Fire" – Kings of Leon

## Źródła
Australian Recording Industry Association (ang.)